# 戏游记
《戏游记》是中国漫画家陈翔画的中国漫画，云南出版集团公司的云南教育出版社出版。以《西游记》为题材，加上的想象和笑料，在《漫画party》连载。。